# Абатство Гар
Абатство Дьо Гар (на френски: Abbaye du Gard, официално наименование Abbaye Notre-Dame du Gard) е историческо цистерцианско, а впоследствие трапистко абатство, разположено на 18 км северозападно от гр.Амиен, на южния бряг на река Сома, в община Кру Сен Пиер, регион Пикардия, департамент Сом, Северна Франция.

## История
Абатството е основано през 1137 г. от Жерар дьо Пикини, видам на Амиен. През 1139 г. строителството на манастира е завършено. Смята се, че Свети Бернар, по пътя си към Фландрия, е посетил абатството. През 1657 г. главен абат е френският кардинал Мазарини. В средата на ХVІІІ век манастирът е разрушен. През 1752 – 1762 г. част от сградите са възстановени. По време на Френската революция абатстките имоти са конфискувани и продадени, част от манастирските сгради и църквата са разрушени, а монасите са прогонени.
През 1815 г. в абатството се настаняват монаси-траписти, които възстановяват част от манастирските сгради. Сегашната църква е построена през 1824 г. На 26 януари 1826 г., част от монасите напускат манастира и основават новото абатство Мон де Ка. През 1845 г. и останалите трапистки монаси се преместват и възстановяват опустошеното през 1791 г. абатство Сет Фон. След 1845 г., манастира е убежище на монаси от различни религиозни ордени, последно за монахини-картузианки от 1871 г. до 1906 г. Впоследствие манастира е изоставен и постепенно обхванат от разруха. Покривът на църквата е паднал, но внушителните и каменни фасади все още стоят.
На 1 октомври 1967 г. започва работа по възстановяване на основната сграда на абатството от XVIII век. Реставрацията получава четвърта награда за реставрация на обекти-шедьоври в риск през 1971 г. От 1969 г. сградата е обявена за исторически паметник на културата. Понастоящем се предвижда възстановената сграда да се превърне в място за провеждане на семинари и други мероприятия.